# Conophorus flavescens
Conophorus flavescens är en tvåvingeart som först beskrevs av Johann Wilhelm Meigen 1820.  Conophorus flavescens ingår i släktet Conophorus och familjen svävflugor. Inga underarter finns listade i Catalogue of Life.